# پاتگرام
پاتگرام (به لاتین: Patgram) یک منطقهٔ مسکونی در بنگلادش است که در ناحیه لال‌منیرهات واقع شده‌است. پاتگرام ۲۶۱٫۵۱ کیلومتر مربع مساحت و ۱۵۵٬۹۱۳ نفر جمعیت دارد.